# 查尔斯·金斯莱
查尔斯·金斯莱（英語：Charles Kingsley，1819年—1875年）。英国文学家、学者与神学家。早年曾先后就学于皇家学院、伦敦大学以及剑桥大学，后常年担任牧师、教授并开始发表作品。他擅常儿童文学创作，作品具有世界声誉。

## 扩展阅读
- Darwin, Charles, , London: John Murray, 1860  [2013-04-08], （原始内容存档于2009-01-01） 2nd edition. Retrieved on 20 July 2007
- Darwin, Charles, Darwin, F , 编, , London: John Murray, 1887  [2013-04-08], （原始内容存档于2016-03-06） (The Autobiography of Charles Darwin) Retrieved on 20 July 2007